# Petre Roman
Petre Roman (Bucarest, 22 de julio de 1946) es un ingeniero eléctrico y político rumano. Fue primer ministro de Rumanía (1989-1991), el primero tras la caída del régimen comunista.

## Biografía
Petre Roman estudió Ingeniería Eléctrica por el Instituto Politécnico de Bucarest (1963-1968), obtuvo un Diplome d’Etudes approfondies (1971) y realizó estudios doctorales y tesis en el Instituto de Mecánica de Fluidos en la Universidad Paul Sabatier de Toulouse, Francia (1971-1974). Posteriormente dirigió el departamento de Hidráulica de Automóviles, unidad dependiente de la Facultad de Hidrotecnia del Instituto Politécnico de Bucarest, puesto que ocupó desde 1985 hasta 1989. 
Roman es hijo de una española originaria de Santander (Cantabria), Hortensia Vallejo, ya que su padre, Valter Roman, fue un rumano que combatió en las Brigadas Internacionales durante la guerra civil española y posteriormente llegaría a ser Ministro de Telecomunicaciones de la República Socialista de Rumanía.

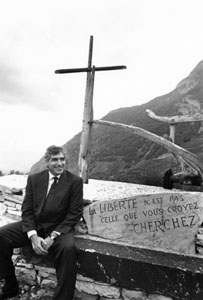
1994

## Trayectoria política
Miembro del Partido Comunista Rumano (PCR), tras los sangrientos sucesos de Timisoara rompió con el mismo y pasó a la oposición (1989).
Tras la revolución que derribó a Nicolae Ceausescu (21 de diciembre de 1989), Roman fue designado primer ministro de Rumanía por el presidente de la República Ion Iliescu, ambos del Frente de Salvación Nacional, organización que, si bien se declaró contraria a Ceausescu pero no al comunismo, contribuyó a la caída de este sistema en Rumanía. Fue confirmado en el cargo tras las elecciones pluripartidistas de mayo de 1990 y puso en marcha un plan de austeridad económica que provocó una violenta protesta popular encabezada por los mineros. En 1991 fue destituido como primer ministro por Iliescu, hecho que provocó la ruptura entre ambos. El Frente de Salvación Nacional se dividió en dos facciones, la socialdemócrata, dirigida por Ion Iliescu, y la liberal-conservadora, que se escindió formando el Partido Demócrata (PD), que Roman lideraría durante ocho años (1993-2001).
En 1992, Roman fue elegido diputado por el PD y presidió el Comité de Defensa de la Cámara de Diputados. Entre 1996 y 1999 fue presidente del Senado. Entre 1999 y 2000 ocupó el cargo de Ministro de Estado y Asuntos Exteriores. En 2000, fue reelegido como senador.
Fue el líder del partido Fuerza Democrática (FD), que fundó después de dejar el PD en 2003. En 2012 fue electo nuevamente como diputado, esta vez como miembro del Partido Nacional Liberal. También es miembro del Club de Madrid, un grupo de más de 80 ex estadistas democráticos, que trabaja para fortalecer la gobernanza y el liderazgo democráticos. A principios de 2020 se unió a la Plataforma Social Liberal de Ilan Laufer, pero la dejó poco después. Se unió al Partido Socialdemócrata y fue elegido para el Consejo General de Bucarest en 2020, pero renunció poco después.
En 2022, Roman emigró a Suiza, para convertirse en el presidente de la UMEF (Instituto de la Universidad de Ciencias Aplicadas).